# Taubaté
Taubaté est une ville brésilienne de l'État de São Paulo. Sa population était estimée à 281 336 habitants en 2011. La municipalité s'étend sur 626 km2.
Commune traditionnelle de São Paulo, Taubaté a joué un rôle important dans l'évolution historique et économique du pays. Pendant le cycle de l'or[Quand ?], c'était une plaque tournante du bandeirismo, découvrant de l'or dans le Minas Gerais et fondant plusieurs villes. Sous le Deuxième Règne, lors du boom du café dans la vallée du Paraíba, elle s'est imposée comme la municipalité la plus productive de la région de São Paulo, accueillant l'accord de Taubaté en 1906. Elle se distingue comme une ville pionnière de la vallée du Paraíba, car elle fut sa première ville officielle (l'équivalent aujourd'hui d'une commune) en 1645, chef-lieu d'arrondissement en 1832, ville impériale en 1842, centre industriel en 1891 et diocèse en 1906.

## Géographie
Taubaté est une ville de l'État de Saõ Paulo, au sud-est du Brésil. Sa position stratégique, entre les deux plus importantes villes du Brésil (Saõ Paulo à 123 km et Rio de Janeiro à 280 km), et entre l'océan Atlantique et les montagnes ont contribué au développement de la cité.

## Économie
Elle est devenue un centre industriel, accueillant de nombreuses compagnies comme Volkswagen, Ford, LG, Alstom ou encore Safran.

## Politique et administration
| Période          | Période          | Identité                          | Étiquette | Qualité |
| ---------------- | ---------------- | --------------------------------- | --------- | ------- |
| 2005             | 2012             | Roberto de Alvarenga Peixoto      | PMDB      |         |
| 2013             | 2016             | Bernardo Ortiz Júnior             | PSDB      |         |
| 10 août 2016     | 16 novembre 2016 | Paulo de Tarso Cardoso de Miranda | PP        |         |
| 16 novembre 2016 | 2021             | Bernardo Ortiz Júnior             | PSDB      |         |
| 2021             | En cours         | José Antônio Saud                 | MDB       |         |